# 七日町村
七日町村（なのかまちむら）は、かつて新潟県刈羽郡にあった村。

## 沿革
- 1889年（明治22年）4月1日 - 町村制施行に伴い刈羽郡七日町村が村制施行し、七日町村が発足。
- 1949年（昭和24年）7月1日 - 刈羽郡中里村、横沢村、武石村と合併し、小国村となり消滅。